# PBO Radio
PBO Radio o simplemente PBO (siglas de Peruvian Broadcasting Office) es una emisora de radio peruana de géneros noticias y miscelánea, propiedad de Phillip Butters a través de su empresa PBO Radio S.A. En ámbito de señal radial de Lima, inició sus transmisiones el 12 de octubre de 2020 en reemplazo de Viva FM, y terminó su transmisión en la FM el 19 de octubre del 2022 luego de ser remplazada por RBC Radio. Sin embargo, regresó a la FM el 30 de diciembre de 2022 después de una resolución judicial a favor de esta emisora. Posteriormente, también en 2022, se emite como canal de televisión en simultáneo a la programación radial, inicialmente para la empresa de cable WinTV.
Se caracteriza por tener una línea editorial de derecha radical, muy conservadora y ligada a movimientos religiosos católicos y evangélicos sectarios. Además, la emisora ha manifestado explícitamente su posición contraria a los gobiernos de Martín Vizcarra, Francisco Sagasti y Pedro Castillo, sobre quienes usan descalificativos como «caviares», «comunistas» o «terroristas».

## Historia
La marca PBO se creó en 2016 por la empresa 4 Hearts de Phillip Butters, junto a sus socios Juan Enrique Dupuy y Fernán Altuve. Las primeras pruebas de su programación en línea y su planificación en la radio se realizaron en el espacio PBO Digital en 2018, tras la salida de Phillip Butters de Radio Exitosa. Entre 2019 y 2024 su franja principal Philip Butters en vivo se emitió también en el canal Willax.
Oficialmente inició transmisiones el lunes 12 de octubre de 2020 reemplazando a Viva FM que se emitió temporalmente por seis meses debido a la pandemia de COVID-19, durante los primeros días de octubre se realizaron pruebas desde el control maestro de PBO y la antena del Morro Solar. Desde el viernes 9 de octubre, se cambió el enlace de la sede de RadioCorp (propietario de Viva FM) por el enlace del control maestro de PBO, el cual incluyó un periodo de prueba que consistió emitir por última vez la señal de Viva FM desde un enlace por el streaming. Recién el 12 de octubre desde las 5 a. m. se iniciaron oficialmente las transmisiones con la presentación del fundador de la radio Phillip Butters.
Al principio, la programación era totalmente noticiosa, deportiva y de miscelánea, excepto los domingos que era alquilada al Movimiento Misionero Mundial y se emitían conferencias y música cristiana. Los primeros programas de la emisora fueron los que se ya se emitían en señal digital, como el noticiero PBO noticias, agregándose el programa deportivo Campeonísimo, conducido por Carlos Alberto Navarro. Recién a inicios de 2021, añaden nuevos programas como Maestra vida que emite música salsa y PBO familia que emite baladas y pop latino, por lo tanto, se volvió informativa-musical.
Desde junio del 2021, la radio empieza a aumentar sus horas de emisión en vivo y añade más programación de lunes a domingo, y se suman nuevos conductores como José María "Chema" Salcedo, Claudia Toro, Paco Bazán, Marycarmen Sjoo y la licenciada en nutrición Giuliana Saldarriaga. Además, la radio cede espacios a personalidades ligadas al movimiento ultraconservador Coordinadora Republicana, como en el caso del programa Conversando con el Perú, conducido por Ángel Delgado y Alberto Bajak.
En diciembre de 2024, Butters anunció que parte del contenido de PBO noticias dejó de emitirse en Willax Televisión tras finalizar su alianza. El comunicador señaló que PBO Radio se independizará y pasará a ser un canal multiplataforma, cuyo canal de televisión se incluirá en el paquete básico de Claro TV.
En marzo del 2025, PBO fue incluido en Movistar
En mayo del 2025, PBO fue incluido a Directv y DGO.

## Frecuencias

### Actuales
| Ciudad    | Indicativo | Frecuencia | PRA  | Tiempo        |
| --------- | ---------- | ---------- | ---- | ------------- |
| Lima      | OCZ-4J FM  | 91.9 MHz   | 20kW | 2020-presente |
| Cajamarca | ?          | 101.3 MHz  | ?    | 202?-presente |

## Controversias

### Intervención por el Ministerio de Transporte y Comunicaciones
El 19 de enero de 2022, el Segundo Juzgado de Investigación Preparatoria Penal de Chorrillos concedió la medida cautelar solicitada por el Ministerio de Transporte y Comunicaciones para el allanamiento de las instalaciones emisoras de Radio Tigre S.A.C. (persona jurídica representante de PBO Radio) en el Morro Solar del distrito de Chorrillos, Lima debido a que carecía de la concesión de la frecuencia modulada 91.9 MHz desde 2019 (Resolución Viceministerial N.º 648-2019-MTC/03) y, en consecuencia, estaba impedido de usar ese espacio radioeléctrico. El 26 de enero, a las 08:30 a. m. (UTC-5), el Ministerio de Transportes y Comunicaciones y la Fiscalía peruana ejecutaron dicha medida. Momentos después, el presentador José María Salcedo anunció por la señal streaming de la emisora que mantendrá en actividad la programación a pesar de la suspensión temporal de la señal FM.
Pese a que la intervención era dirigida contra medios de comunicación con transmisiones clandestinas, distintas autoridades e instituciones la calificaron como un «ataque a la libertad de expresión», generando comentarios de preocupación de personalidades como la presidenta del Congreso, María del Carmen Alva, y de la Sociedad Nacional de Radio y Televisión. Rodrigo Salazar Zimmerman, director ejecutivo del Consejo de la Prensa Peruana, calificó la reacción de las autoridades como tardía, y aseguró que la aplicación de la ley en el caso de PBO se realizó «con atraso y con confusión». Los representantes de Radio Tigre argumentaron que existen dos procesos en el Primer y el Segundo Juzgado de Contencioso Administrativo de Lima por la no renovación y la extinción de la licencia.
Al día siguiente de la intervención, Radio Tigre volvió a colocar equipos de transmisiones en su sede del Morro Solar y PBO Radio volvió a emitirse en esta frecuencia.

### Disputa legal entre Ricardo Belmont Cassinelli y Phillip Butters
El 19 de octubre del 2022, salió del aire de la frecuencia 91.9 FM debido a un problema judicial entre Ricardo Belmont Cassinelli y su hijo Ricardo Belmont Vallerino, quien alquilaba la frecuencia a Phillip Butters. En su lugar regresó RBC Radio al aire. Belmont fue con un grupo de seguidores en la mañana a las instalaciones del morro solar y entraron a la fuerza para así recuperar la señal interrumpiendo la señal de PBO y así cortando el programa de Chema Salcedo quien se encontraba al aire, manifestando que el es el dueño original de la emisora, lo cual lograron. Phillip Butters respondió con amenazas judiciales, debido a que el mantiene un contrato de alquiler vigente con el hijo de Belmont quien sería el actual dueño por el alquiler de la frecuencia, manifestando que fue un acto matonesco y arbitrario. El Ministerio Público se acercó al morro solar para escuchar la versión de ambas partes diciendo que iniciarán investigaciones para saber a quien darle la razón. La señal de RBC Radio estuvo al aire durante ese periodo de tiempo.
El 28 de octubre, Belmont en un vídeo en su cuenta de Facebook anunció que demandaría a Butters por apropiación ilícita y difamación. 
El 2 de diciembre Ricardo Belmont, en un vivo a través de su Facebook, anunció que el poder judicial le dio el poder provisional a Phillip Butters mientras se resuelva el problema judicial para transmitir PBO Radio en los 91.9 FM. Sin embargo el 5 de diciembre anunció que apelará la decisión del juez y no entregará la radio hasta que tenga una respuesta a esa apelación.
El 30 de diciembre Ricardo Belmont Cassinelli entrega la frecuencia 91.9 FM a Philips Butters por un orden judicial a favor de 4 Hearts Inc SAC.

## Eslóganes
- ¡La radio con fe! (2020-presente)